# Diecezja Fushun
Diecezja Fushun (łac. Dioecesis Fuscioenensis, chiń. 天主教抚顺教区) – rzymskokatolicka diecezja ze stolicą w Fushun w prefekturze Liaoning, w Chińskiej Republice Ludowej. Biskupstwo jest sufraganią archidiecezji Shenyang.

## Historia
4 lutego 1932 papież Pius XI brewe Admonet Nos erygował prefekturę apostolską Fushun. Dotychczas wierni z tych terenów należeli do wikariatu apostolskiego Shenyang (obecnie archidiecezja Shenyang). Pierwszym prefektem został Raymond Aloysius Lane MM - twórca i pierwszy przełożony misji katolickiej Zgromadzenia Misji Zagranicznych z Maryknoll w Fushun.
13 lutego 1940 prefekturę apostolską Fushun podniesiono do rangi wikariatu apostolskiego.
W czasie II wojny światowej wikariusz apostolski Fushun Raymond Aloysius Lane MM, jako obywatel amerykański, był internowany przez Japończyków.
W wyniku reorganizacji chińskich struktur kościelnych dokonanej przez papieża Piusa XII 11 kwietnia 1946 wikariat apostolski Fushun podniesiono do godności diecezji.
Z 1949 pochodzą ostatnie pełne, oficjalne kościelne statystyki. Diecezja Fushun liczyła wtedy:
- ok. 10 000 wiernych (0,2% społeczeństwa)
- 8 księży (wszyscy diecezjalni)
- 16 sióstr zakonnych
- 17 parafii.

Od zwycięstwa komunistów w chińskiej wojnie domowej w 1949 diecezja, podobnie jak cały prześladowany Kościół katolicki w Chinach, nie może normalnie działać.
Komunistyczne władze chińskie scaliły z archidiecezją Shenyang diecezje Fushun, Jinzhou i Yingkou tworząc jedną strukturę kościelną w prowincji Liaoning w randze diecezji. Stolica Apostolska nie uznała tej decyzji.

## Ordynariusze
- Raymond Aloysius Lane MM[4]:
  - prefekt apostolski 1932 - 1940
  - wikariusz apostolski 1940 - 1946
  - biskup (1946) następnie wybrany przełożonym generalnym Zgromadzenia Misji Zagranicznych z Maryknoll
- sede vacante (być może urząd sprawował biskup(i) Kościoła podziemnego) (1946 - nadal)